# Ларс Йохан Йєрта
Ларс Йохан Йєрта (Шведською: [lɑːʂˈjûːan ˈjæ̂ʈːa]; 22 січня 1801 — 20 листопада 1872) — шведський видавець газет, соціальний критик, бізнесмен і політик. Його найвідоміше досягнення — це заснування газети «Aftonbladet» у 1830 році. Йєрта був провідним агітатором за політичні та соціальні реформи в Швеції протягом 19 століття. Іноді його називають «батьком вільної преси» Швеції.

## Біографія
Ларс народився в благородній родині — родині Йєрта — в Уппсалі, Швеція, як син Карла Дідріка Йєрта і Гедвіг Йоханни Шмеер. Він отримав початкову освіту в приватній школі і розпочав навчання в Уппсальському університеті в 1814 році, де у 1821 році отримав ступінь доктора філософії та кандидата юридичних наук. У тому ж році його призначили неоплачуваним стажером у центральному урядовому органі — Бергськоллегіум, де він був підвищений до посади правового помічника в 1825 році.
У середині 1820-х років Йєрта познайомився з Вільгельміною Фрьодінг, своєю майбутньою дружиною. Незважаючи на відхилення її сім'єю першої пропозиції одруження, вони все-таки одружилися у 1833 році і разом мали п'ять дочок.
На скликанні Риксдагу 1823 року Йєрта працював секретарем у Шведській палаті лордів. На наступному скликанні, з 1828 по 1830 рік, він був представником знаті і також служив як правовий помічник. У Ріксдазі Йєрта приєднався до ліберальної опозиції, яка була критично налаштована до консервативного правління короля Карла XIV Юхана.
У 1823 році Йєрта почав писати для «Conservationsbladet». Також він писав для газет «Argus» з 1824 по 1826 роки і, час від часу, для «Stockholmsposten» з 1826 по 1828 роки. Він почав писати спочатку як гуморист, а пізніше як новинар та політичний редактор.
У 1829 році Йєрта заснував видавничий будинок «Hiertas bokförlag» («Видавництво Йєрта»).
У 1830 році Ларс заснував газету «Aftonbladet», в якій він підтримував ідеї республіки (хоча і без використання самого слова «республіка»), це іноді вважається початком шведського республіканського руху. Газета заборонялась багато разів, але завжди виходила під новою назвою.
У 1839 році він заснував фабрику свічок, яка і донині існує під назвою «Liljeholmens Stearinfabriks AB».
Вже незабаром, після 1840 року, «Aftonbladet» найняла шведську письменницю і феміністку Венделу Хеббе (1808—1899), яка стала першою жінкою-журналісткою, з постійним місцем роботи в шведській газеті. Йєрта і Хеббе пізніше стали батьками сина. Як і Йєрта, так і Хеббе були активними у справах ліберального спрямування.
На момент своєї смерті в Стокгольмі Йєрта був одним з найбагатших людей в Швеції. Після його смерті його вдова Вільгельміна Фрьодінг Йєрта пожертвувала 100 000 шведських крон Стокгольмському університету для заснування кафедри економіки, а пізніше 400 000 шведських крон фонду «Ларс Йєртас минне» («Пам'ять Ларса Йєрти»), місією якого було «вільно і незалежно сприяти прогресу людства». Він похований на Північному цвинтарі у Стокгольмі.